# Mittelalterliche Synagogen in Buda

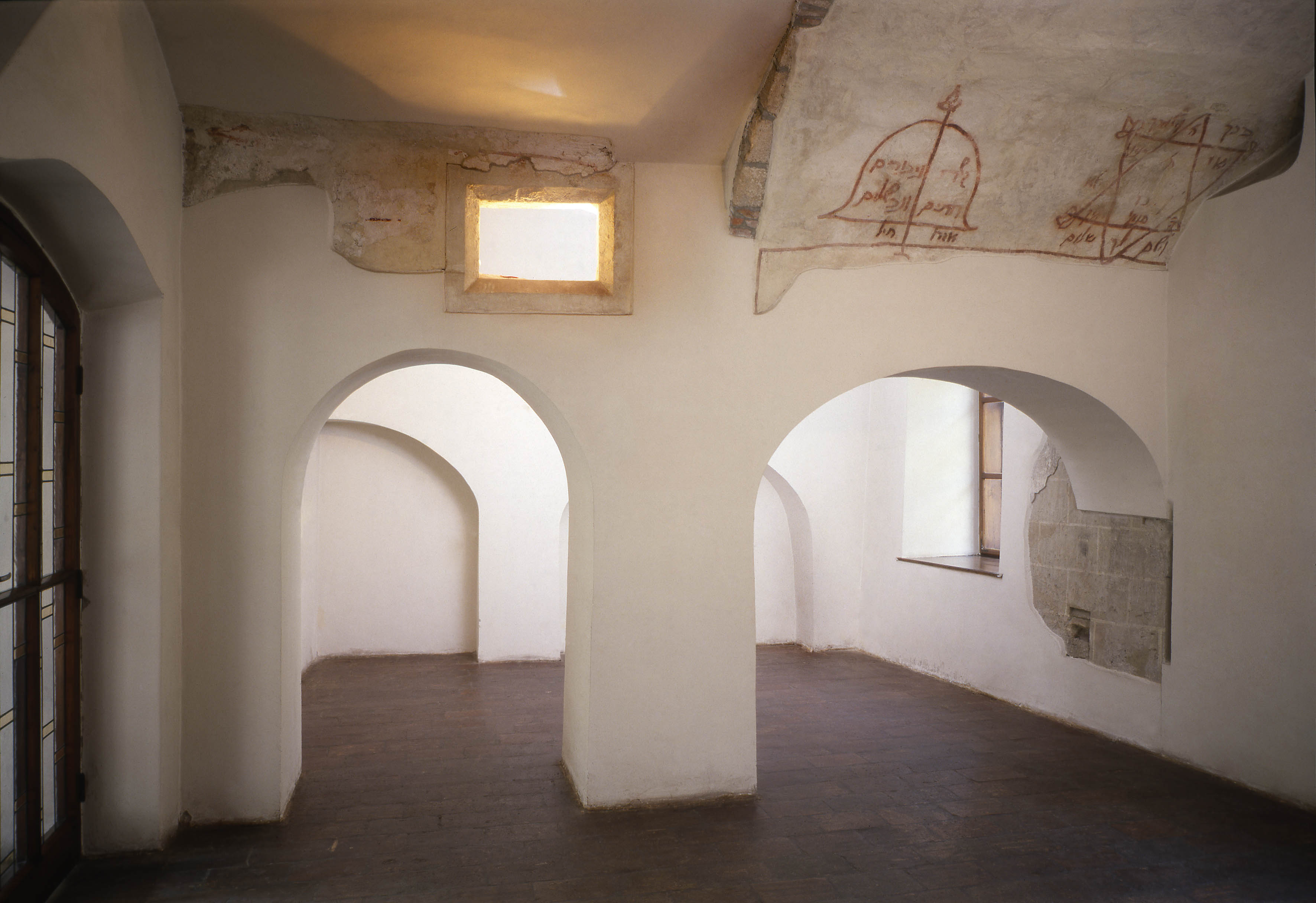
Kleine Mittelalterliche Synagoge Buda

Die Kleine Mittelalterliche Synagoge, auch Mittelalterliches Jüdisches Bethaus (ungarisch: Középkori Zsidó Imaház) oder Kleines Mendel-Haus genannt, ist heute ein Museum im historischen Budapester Stadtteil Buda (deutsch: Ofen), das einen Einblick in das Leben der ungarischen Juden in Buda vom Mittelalter bis zum Ende der Türkenherrschaft gibt. Es handelt sich um ein restauriertes mittelalterliches Wohnhaus, das einen in der osmanischen Zeit als Betraum der sefardischen Gemeinde genutzten Raum enthält.
In Buda existierten darüber hinaus zwei große mittelalterliche Synagogen der aschkenasischen Gemeinde – im alten und im neuen Judenviertel Budas. Die Reste dieser Gebäude wurden bisher nur provisorisch freigelegt und untersucht, dann aber wieder zugeschüttet, können also noch nicht besichtigt werden.

## Geschichte der Budaer Judenviertel
Nach dem Mongolensturm von 1241 war Ungarns Bevölkerung stark dezimiert. König Béla IV. förderte daher den Zuzug von neuen Siedlern, die vor allem aus dem Rheinland, Frankreich und Wallonien kamen. Auch zahlreiche Juden West-Europas ließen sich in Ungarn nieder, da Béla IV. für sie 1251 klare Rechtsverhältnisse nach dem Vorbild der deutschen Kaiser („Wormser Privileg“, „Kammerknechtschaft“) schuf: Gegen die Verpflichtung hohe Steuern an den Hof zu zahlen wurde den Juden die freie Religionsausübung, die Ernennung von Rabbinern und Richtern sowie das Recht Handel zu treiben zugestanden. Eine von den jüdischen Einwanderern bevorzugte ungarische Stadt war Buda, die von 1361 bis zur Eroberung durch die Türken im Jahre 1541 Hauptstadt des ungarischen Reiches war.
Um 1250 ernannte Béla IV einen Wiener namens Henel (auch: Henok) zum Verwalter der königlichen Münzkammer (comes camerae regiae). Henel und seine Söhne und Nachfolger waren wahrscheinlich Juden. Ihre in Buda geprägten Münzen trugen hebräische Buchstaben als Münzzeichen. Budas altes Judenviertel (Standort) lag denn auch in der Nähe der Münze, zwischen der westlichen Seite der heutigen Szent György utca (St. Georg Straße) und der Stadtmauer, also im südwestlichen Ende des Budaer Burgviertels, nahe beim königlichen Palast. Die heutige St. Georg Straße wurde damals Judengasse (platea Judeorum, Standort) und das nahe Fehérvárer Tor (Weißenburger Tor) Judentor (Standort) genannt. Diesem gegenüber lag das St. Johannes Tor. Das Zusammenleben der Budaer Juden mit ihren christlichen Nachbarn war in dieser Zeit offensichtlich noch nicht von den diskriminierenden Bestimmungen des Laterankonzils von 1215 geprägt, sodass seitens des Heiligen Stuhls im Konzil von Buda 1279 die Durchsetzung der Kennzeichnungspflicht von Juden erneut verlangt wurde. Diese hatten nun in Ungarn rote Kreisscheiben aus Stoff (circulus de panno rubeo) auf der Oberbekleidung in Höhe des Herzens zu tragen. Gleichwohl wurden die Juden bis 1360 überwiegend als gleichberechtigte Bürger behandelt und waren auch in ihrer Wohnsitzwahl kaum beschränkt.
Unter Lajos I. (Ludwig der Große) wurden die Juden als angebliche Verursacher einer Pestwelle in Europa 1360 auch aus der Stadt Buda ausgewiesen, durften aber bereits ab 1364 wieder zurückkehren. In der Folge entstand Budas neues Judenviertel (Standort) im Norden des Burgviertels beidseits der heutigen Táncsics Mihály Straße Richtung Bécsi kapu tér (Wiener Tor Platz) bis hin zur östlichen Stadtmauer, das auch in der Zeit der türkischen Besatzung (1541–1686) Heimat der Budaer Juden war.
Während ältere Quellen die vorübergehende Vertreibung der Juden als Zeitpunkt der Verlegung des Judenviertels auf dem Burgberg ansehen. dürfte das alte Judenviertel nach neueren Dokumentanalysen und Funden ungefähr bis Anfang des 15. Jahrhunderts fortbestanden haben. Als möglicher Grund der Übersiedlung gilt die unter König Sigismund (1387–1437) erfolgte Umgestaltung der Zone zwischen dem Palast und den beiden Toren im Sinne einer Konzentration kirchlicher Gebäude. Im 16. Jahrhundert wurden dann großzügige Wohnsitze hochrangiger Würdenträger des königlichen Hofs in dieser Zone – insbesondere auch auf der westlichen Seite der alten Judengasse – errichtet.
Anstelle des Jüdischen Richters (iudex Judeorum totius regni), den Lajos I. eingeführt hatte, definierte Hunyadi Mátyás (Matthias Corvinus), 1458–1490 König von Ungarn, die Institution Jüdischer Präfekt (praefectus Judeorum), die 1482 erstmals in Urkunden auftauchte. Er betraute mit diesem Amt Mendel (Mendel Judaeus), den Präses der Budaer Gemeinde. Mitglieder seiner wohlhabenden Familie stellten bis 1541 diesen einflussreichen Vertreter der ungarischen Juden. Sie besaßen einen repräsentativen Gebäudekomplex im neuen Judenviertel.
Nach ihrem Sieg in der Schlacht von Mohács stießen die Türken 1526 erstmals bis Buda vor. Der ungarische König Lajos II. (Ludwig II.) war in der Schlacht gefallen, sein Hof hatte die Stadt verlassen – die Juden waren überwiegend geblieben. Beim Rückzug der Türken führten diese nicht nur 100’000 Einwohner Ungarns in die Sklaverei. Auch die Juden von Buda wurden in mehrere Städte des osmanischen Reichs umgesiedelt. Ferdinand I. (König von Ungarn 1526–1564) verschenkte daraufhin die verlassenen Häuser der Budaer Juden – darunter den Besitz der Judenpräfekten in der heutigen Táncsics Mihály Straße Nr. 23, Nr. 26 und Nr. 28.
1541 gelang den Türken die Eroberung Budas. Es folgte eine Rückkehr der Juden aus dem türkischen Reich und ein erneuter Zuzug aus dem christlichen Europa, wo Juden immer wieder Opfer von Benachteiligung und Gewalt waren. Ab Ende des 16. Jahrhunderts beherbergte Buda die größte jüdische Gemeinde des dreigeteilten Ungarn. Rund 5 % der 20'000 Einwohner waren Juden. Bei Belagerungen der Stadt kämpften sie an der Seite der ihnen gegenüber toleranten Türken, so zum Beispiel im Jahre 1598. Das traf auch 1684 zu, als die Truppen des Hl. Römischen Reichs und seiner Verbündeten, nach der Abwehr der türkischen Belagerung Wiens, zu einer – erfolglosen – Belagerung Budas vorrückten.
Das Jahr 1686 brachte das Ende der türkischen Herrschaft über Buda, nachdem die „Heilige Allianz“ in einer zweiten Belagerung die von Abdurrahman Abdi Pascha verteidigte Festung einnahm. Die Verwüstungen und die blutige Rache der Sieger überlebten auf der Seite der Juden nur etwa 400 Personen. Diese wurden gefangen gehalten, und in ganz Europa sammelten Juden noch viele Jahre lang Geld, um ihre Glaubensbrüder freikaufen zu können. Nach der Zerstörung von Buda entwickelte sich die Stadt Pest, auf der Buda gegenüber liegenden Donauseite gelegen, zum bedeutendsten Wohnort der ungarischen Juden.

## Synagogen in Buda
Die meisten Budaer Juden kamen aus Mitteleuropa, waren also Aschkenasen. Sie sprachen meist deutsch oder jiddisch und trugen deutsche Namen. Das galt auch für die Zeit der türkischen Herrschaft, was sich aus den Grabsteinen dieser Epoache ablesen lässt. Die aus dem türkischen Reich neu zugewanderten Juden gehörten zur Minderheitengruppe der Sefarden, die Ladino sprachen und eigene Riten hatten.

### Synagoga Judeorum
In der Ungarischen Bilderchronik (Chronicon pictum, Marci de Kalt, Chronica de gestis Hungarorum) von 1360 wird im Bezug auf das Jahr 1307 eine „Synagoga Judeorum“ (Standort) des alten Judenviertels erwähnt. Deren lang gesuchte Überreste konnten allerdings erst bei Grabungen der Mittelalterlichen Abteilung des Budapester Museums im Jahr 2005 direkt neben dem früheren Judentor unter dem Pflaster der verkehrsreichen Palota út (Palaststraße) lokalisiert werden. Und im benachbarten Grundstück südlich der Synagoge wurde die Mikwe gefunden. Auf den Friedhof (Standort) dieser jüdischen Gemeinde (sepultura Judeorum) war man bei Bauarbeiten bereits Ende des 19. Jahrhunderts gestoßen. Er lag unterhalb des Burghügels im Bereich Pauler-, Alagút-, Roham- und Attila-Straße. Der älteste hier entdeckte und mit Datum versehene Grabstein stammt aus dem Jahre 1278. Er ist heute im Budapester Historischen Museum aufgestellt.
Bei den Grabungen wurden Reste eines zweischiffigen Gebäudes freigelegt, das in Form und Abmessungen weitgehend der 40 Jahre früher gefundenen Großen Budaer Synagoge im neuen Judenviertel entsprach. Große Ähnlichkeiten bestehen auch zu der in Wien ausgegrabenen mittelalterlichen Synagoge und zur Prager Altneu-Synagoge (staronová synagoga). Ungewöhnlich ist dagegen die Lage des Gebäudes. Während im Mittelalter Synagogen üblicherweise mitten im jüdischen Wohngebiet lagen, wurde die Synagoga Judeorum direkt neben das Torhaus gebaut, was auf die hohe Wertschätzung der Juden zur Zeit von König Béla IV zurückzuführen sein könnte.

### Große Budaer Synagoge
Als aschkenasische Synagoge für das neue Judenviertel entstand 1461 im Anwesen der Familie Mendel, Sitz des Jüdischen Praefekten, die „Große Budaer Synagoge“ (Standort). Sie wurde 1686, dem Jahr der Eroberung der Festung Buda durch die Truppen des Heiligen Römischen Reichs, zerstört und verschüttet. Ihre Überreste konnten 1964 im Garten des Hauses Táncsics Mihály Straße 23 ausfindig gemacht werden. Das Gebäude war offensichtlich ein Prachtexemplar spätgotischer Baukunst. Der rechteckige Hauptraum von ca. 10,7 mal 26,5 Meter war zweischiffig und die Kreuzrippengewölbe in der Raummitte auf drei freistehende Säulen abgestützt. Auf dem gleichen Niveau gab es eine Vorhalle und etwas höher gelegen den Betraum für Frauen. Die freigelegten Strukturen mussten wieder mit Erde zugedeckt werden, um die oberhalb liegenden heutigen Häuser nicht zu gefährden.
Das Baujahr der Synagoge konnte durch die hebräischen Buchstaben (שא und פ), die am Fuß eines Wandpfeilers eingemeißelt sind, ermittelt werden. In Zahlen übersetzt und umgerechnet auf die christliche Zeitrechnung können sie wie folgt gelesen werden: „1541 ist der Tempel 80 Jahre alt“. Das Baujahr 1461 wird zusätzlich durch eine Urkunde von 1462 plausibel gemacht, welche die Synagoge und das Haus Jakob Mendels erwähnt.

### Kleine Mittelalterliche Synagoge
Die „Kleine Mittelalterliche Synagoge“ (ungarisch: Középkori Zsidó Imaház, Standort), liegt im neuen Judenviertel am nördlichen Ende des Burgbergs. Hier wurde 1964 bei einer denkmalpflegerischen Untersuchung des Wohnhauses Táncsics Mihály Straße 26 ein Synagogenraum gefunden. Zu den ältesten Teilen des mehrfach umgestalteten mittelalterlichen Anwesens, das auch „Kleines Mendel-Haus“ genannt wird, zählt der Gewölbeflügel, der heute das Lapidarium beherbergt und seit der Restaurierung des Gebäudes wieder als Eingang dient. Ein großzügiger Saal im Erdgeschoss, der vermutlich bis in das Nachbargrundstück, Táncsics Mihály Straße 28, reichte, könnte im 14. bis 15. Jahrhundert als Beratungssaal der Präfektur oder für rituelle Zwecke gedient haben.
Schon in der Straßenfassade des Hauses erkennt man die Lage der Synagoge, da in ihrem Bereich das aus der Gebäudeflucht herausragende Obergeschoss von vier auf Steinkonsolen ruhenden Ziegelgewölbebögen getragen wird. Im Süden des Synagogeninnenraums trägt ein gotischer Pfeiler mit zwei Rundbögen die Decke, im Norden ist mit zwei Rundbögen und einem gotischen Innenfenster der Gebetsraum für Frauen abgeteilt. Aus der restaurierten Wandbemalung wurde geschlossen, dass das Gebäude in der Türkenzeit der sefardischen Gemeinde der Budaer Juden als Bethaus diente. Heute beherbergt das Haus eine Außenstelle des Historischen Museums der Stadt Budapest.

## Ausstellung in der Kleinen Mittelalterlichen Synagoge
Das Museum in der Táncsics Mihály Straße 26 gibt einen Überblick über das Leben der Juden in Buda. Im Eingangsgewölbe des Gebäudes sind mehrere Grabsteine aus dem Mittelalter und der Türkenzeit aufgestellt, wobei insbesondere der Grabstein von Madame Freudel wegen mehrerer Bibelzitate bemerkenswert ist. Der sich anschließende Innenhof enthält einige markante Pfeilerfragmente der im gegenüber liegenden Grundstück gefundenen Großen Budaer Synagoge. Einer ihrer Gewölbeschlusssteine ist im Innern des Betraums Teil der Ausstellung. Schautafeln geben einen kurzen Einblick in die Geschichte der Budaer Juden und kennzeichnen die Architektur der Großen Budaer Synagoge.
Die roten Wandbemalungen des Hauptraums wurden auf das 17. Jahrhundert datiert. Lesbar sind die beiden großen Symbole mit Inschriften. Teilweise wird die Wahl der Zitate als Ausdruck von Vorahnung und Furcht der Gemeinde vor dem wachsenden Druck der christlichen Heere interpretiert. So ist der Text, der in eine Darstellung von Pfeil und Bogen eingebettet ist, das Gebet der Hannah (1. Samuel 2, 4):
קשת גברים חתים ונכשלים אזרו חיל׃
Der Bogen der Helden hat Angst, Strauchelnde aber haben sich mit Kraft gegürtet. (Zürcher Bibel 2007)
Und in einem Davidstern verteilt steht der priesterliche Segen (4. Mose 6, 24-26):
יברכך הי וישמרך׃
יאר הי פניו אליך ויחנך׃
ישא הי פניו אליך וישם לך שלום׃
Der Herr segne dich und behüte dich.
Der Herr lasse sein Angesicht über dir leuchten und sei dir gnädig.
Der Herr erhebe sein Angesicht auf dich und schenke dir Frieden.
Dass die Furcht der Juden leider berechtigt war, vermittelt eine der Informationstafeln des Museums, die aus einem Bericht des Budaer Rabbis Ephraim Kohen über die Eroberung der Festung durch die Truppen der „Heiligen Allianz“ zitiert:
" .... sie haben „ihre Menschlichkeit ausziehend“ zahlreiche Juden getötet. Darunter war auch meine Schwester Esther, die ein guter Mensch und gottesfürchtig war. Sie lag da unbestattet auf dem Boden wie Gülle....". Einen erschütternde Chronologie des Falls von Ofen hat Ephraim Kohens Schwager Isaak Schulhof hinterlassen: Megillat Ofen.